# سگا چنل
سگا چَنِل (انگلیسی: Sega Channel) یک سرویس بازی آنلاین متوقف‌شده‌است که توسط سگا برای کنسول بازی ویدئویی سگا جنسیس توسعه یافته و به‌عنوان یک سیستم تحویل محتوا عمل می‌کند. سگا چنل که در ۱۴ دسامبر ۱۹۹۴ راه‌اندازی شد، توسط تی‌سی‌آی و تایم وارنر کیبل از طریق سرویس تلویزیون کابلی و از طریق کابل کواکسیال در اختیار عموم قرار گرفت. این سرویس یک سرویس پرداختی بود که از طریق آن مشتریان می‌توانستند به‌صورت آنلاین به بازی‌های جنسیس دسترسی داشته باشند، دموهای بازی‌ها را امتحان کنند و کدهای تقلب آن‌ها را دریافت کنند. تا ۳۱ ژوئیهٔ ۱۹۹۸، سگا چنل سه سال پس از عرضهٔ کنسول نسل بعدی سگا با نام سگا ساترن فعال کرد. اگرچه سگا چنل به‌دلیل راه‌اندازی ضعیف و هزینهٔ اشتراک بالا مورد انتقاد قرار گرفته‌است، اما به‌دلیل نوآوری‌هایش در محتوای قابل بارگیری و تأثیر آن بر سرویس‌های بازی آنلاین مورد تحسین قرار گرفته‌است.

## تاریخچه

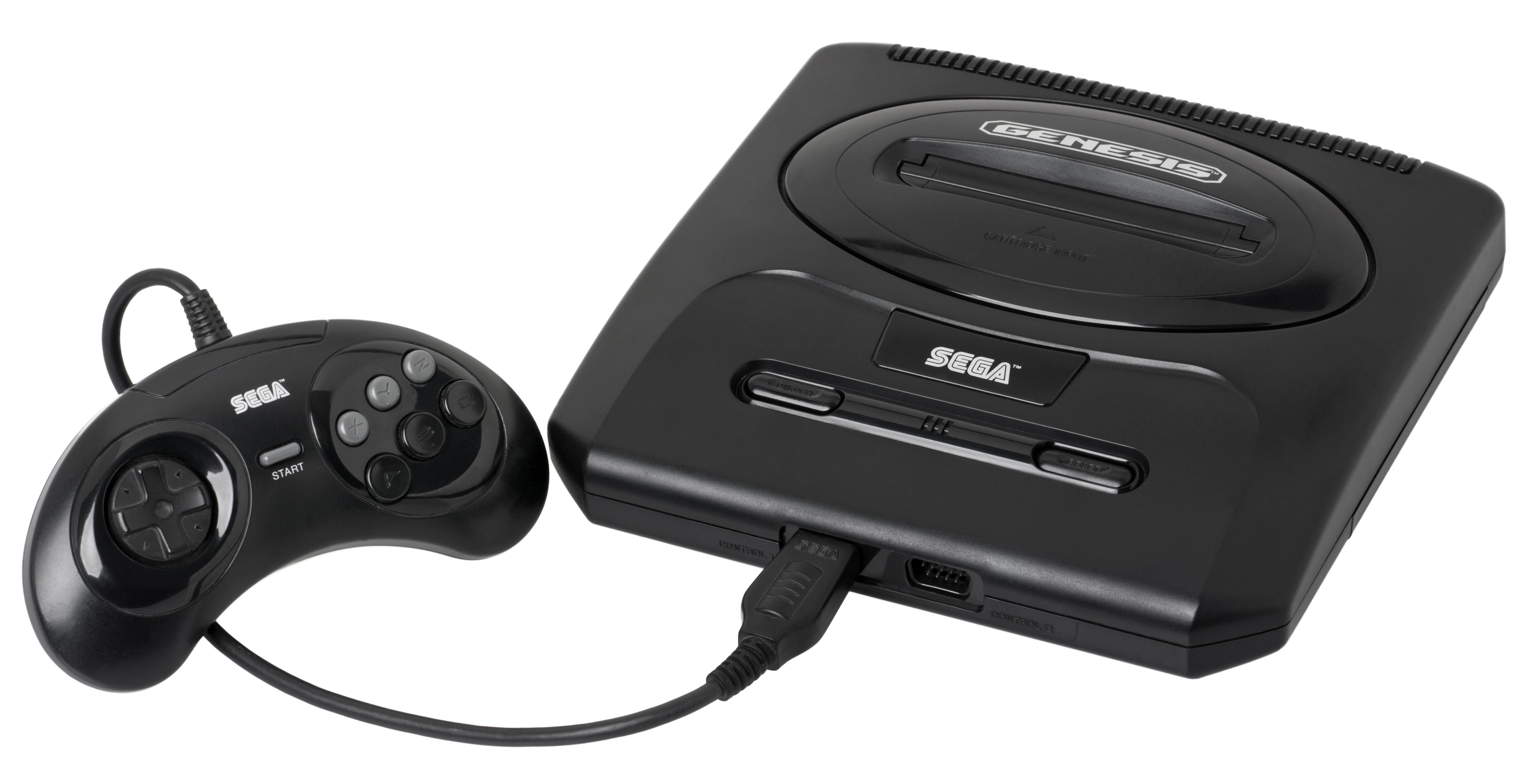
یک سگا جنسیس مدل ۲ که در سال ۱۹۹۳ عرضه شد

سگا جنسیس که با نام مگا درایو در سال ۱۹۸۸ در ژاپن، در سال ۱۹۸۹ در آمریکای شمالی و در سال ۱۹۹۰ با همین نام در اروپا و سایر مناطق عرضه شد، به‌عنوان نقطهٔ ورود سگا به دوران ۱۶ بیتی کنسول‌های بازی ویدئویی در نظر گرفته می‌شود.
در سال ۱۹۹۰، سگا نخستین سرویس مبتنی بر اینترنت خود با نام سگا مگانت را برای جنسیس در ژاپن معرفی کرد. این سرویس که از طریق یک کارتریج و یک وسیلهٔ جانبی به نام مگا مودم کار می‌کرد، به دارندگان مگا درایو اجازه می‌داد ۱۷ عنوان بازی را به صورت آنلاین انجام دهند. نسخهٔ آمریکای شمالی این سرویس با نام «تله-جنسیس» نیز معرفی شد، اما هرگز در آن منطقه راه‌اندازی نشد. سامانهٔ دیگر مبتنی بر تلفن سگا با نام مگا انسر، مگا درایو ژاپنی را به یک پایانهٔ بانکداری آنلاین تبدیل کرد. به‌دلیل تعداد کم بازی‌های موجود در بستر مگانت، قیمت بالا و عدم موفقیت مگا درایو در ژاپن، این سامانه به یک شکست تجاری تبدیل شد. در سال ۱۹۹۲، دستگاه جانبی مگا مودم را می‌شد با قیمت پایین‌تری در فروشگاه‌های ارائه‌دهندهٔ تخفیف و ارزان‌فروشی‌ها یافت و در نسخهٔ بازسازی‌شدهٔ مگا درایو که در سال ۱۹۹۳ عرضه شد، پورت ۹ پین ئی‌اکس‌تی حذف شد و امکان اتصال به سرویس مگانت نیز از آن سلب شد.
در آوریل ۱۹۹۳، سگا سرویس سگا چنل را معرفی کرد که از خدمات تلویزیون کابلی برای ارائهٔ محتوا استفاده می‌کرد. آزمایش سراسری در ایالات متحده در ماه ژوئن آغاز شد، و راه‌اندازی این سرویس نیز در دسامبر آغاز شد، پس از آن و در سال ۱۹۹۴ این سرویس به‌طور کامل در سراسر ایالات متحده نیز فعال شد. تا ژوئن ۱۹۹۴، ۲۱ شرکت کابلی برای ارائهٔ خدمات سگا چنل به مخاطبان خود ثبت‌نام کردند. هزینه‌های این سرویس در ایالات متحده بسته به مکان متفاوت بود، اما این هزینه تقریباً برابر با ۱۵ دلار آمریکا به‌علاوهٔ هزینهٔ فعال‌سازی ۲۵ دلاری بود، که شامل مبدل نیز می‌شد. سگا چنل در اواخر سال ۱۹۹۵ با هزینهٔ ماهانهٔ حدود ۱۹ دلار کانادا در کانادا نیز راه‌اندازی شد. در طول مراحل برنامه‌ریزی این سرویس، سگا به‌دنبال سرمایه‌گذاری در بازار اجاره‌ای بود که با کرایه دادن سگا سی‌دی از طریق شرکت بلاکباستر ویدئو تا حدی موفقیتی نسبی را تجربه کرد و به‌دنبال پایه‌گذاری بازی‌ها و دموهای این سرویس برای فروش کارتریج‌های بیشتر بود.
در اوایل سال ۱۹۹۵، هایائو ناکایاما، مدیرعامل سگا، توسعهٔ سگا جنسیس و افزونه‌های آن، سگا سی‌دی و سگا ۳۲ایکس را پایان داد. این تصمیم برای حمایت از سگا ساترن اتخاذ شد که قبلاً در ژاپن منتشر شده بود. این باعث شد که سگا چنل همزمان با سقوط فروش جنسیس در بازار منتشر شود. سگا چنل در دوران اوج خود بیش از ۲۵۰٬۰۰۰ مشترک داشت، اما در سال ۱۹۹۷ و دو سال پس از تغییر تمرکز ناکایاما از جنسیس به ساترن، این تعداد به ۲۳۰٬۰۰۰ مشترک کاهش یافت. اگرچه سگا به گزینه‌هایی برای ارائهٔ این سرویس به رایانه‌های شخصی نظر داشت، اما افزایش مودم‌های کابلی و بازی‌های اینترنتی تقاضا برای چنین سرویسی را از بین برد. در اواخر نوامبر ۱۹۹۷ اعلام شد که سگا چنل در ۳۰ ژوئن ۱۹۹۸ بسته خواهد شد، اما در نهایت این سرویس برای یک ماه دیگر فعال ماند و نهایتاً فعالیت آن در ۳۱ ژوئیهٔ ۱۹۹۸ متوقف شد.

## جنبه‌های فنی و خصوصیات

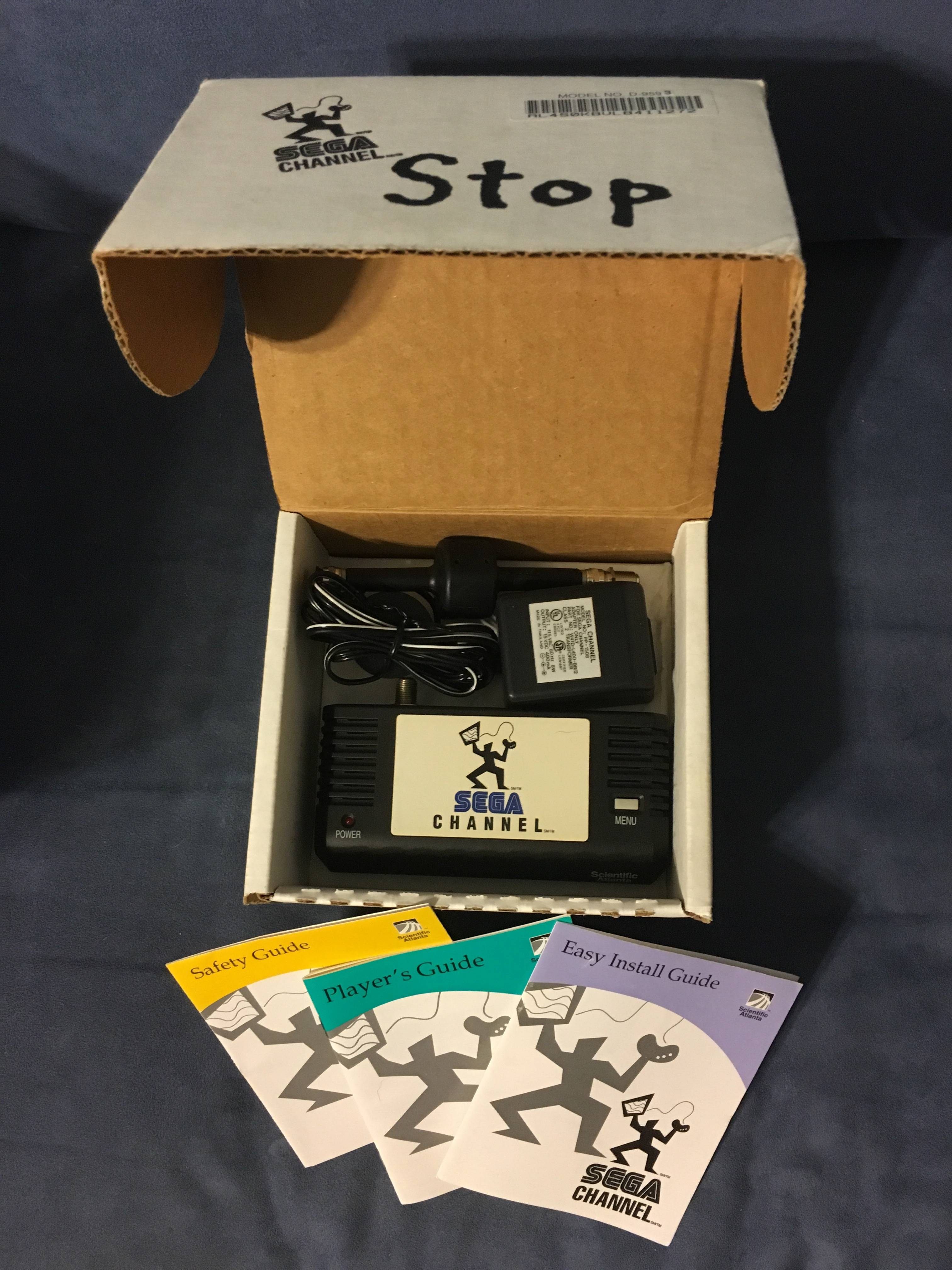
مبدل ساینتیفیک آتلانتا برای سگا چنل در جعبهٔ اصلی کامل با آداپتور برق، آداپتور کواکسیال و دفترچهٔ مستندات

مالکان کنسول جنسیس پس از خرید اولیه و پرداخت هزینهٔ فعال‌سازی، مبدلی را دریافت می‌کردند که در جای کارتریج کنسول قرار می‌گرفت. این مبدل کنسول را با استفاده از یک کابل کواکسیال خروجی در پشت کارتریج به یک سیم تلویزیون کابلی وصل می‌کرد راه‌اندازی کنسول جنسیس پس از نصب مبدل سگا چنل فعال باعث می‌شد که منوی اصلی سرویس بارگیری شود؛ فرایندی که تقریباً ۳۰ ثانیه طول می‌کشید. از آنجا، گیمرها می‌توانستند به محتوایی که می‌خواهند بازی کنند دسترسی داشته باشند و آن را در سیستم خود بارگیری کنند. فرایند بارگیری ممکن بود برای هر بازی تا چند دقیقه طول بکشد. این داده‌ها در حافظهٔ رم ۴ مگابایتی مبدل بارگیری می‌شدند و با خاموش شدن سامانه نیز از این حافظه حذف می‌شدند.
برنامه‌نویسی و انتقال سرویس ماهانهٔ سگا چنل با تشکیل یک تیم تولید در سگا آغاز شد که هر ماه محتوا را جمع‌آوری می‌کرد و آن را روی یک سی‌دی-رام بارگذاری می‌کرد. سپس این داده‌ها را به ایستگاه ماهواره‌ای تی‌سی‌آی، واقع در دنور، کلرادو ارسال می‌کرد. از این ایستگاه، سیگنال از طریق ماهوارهٔ گلکسی ۷ هیوز کامیونیکیشنز ارسال می‌شد که برای ارائه‌دهندگان سرویس تلویزیون کابلی محلی در بسامد ۱٫۴۳۵ قابل بارگذاری، و در بسامد ۱٫۱ قابل بارگیری بود. با این حال، در کانادا و در سرتاسر آمریکای جنوبی و اروپا، به نفع بارگذاری مستقیم از سی‌دی-رام سگا چنل از طریق یک سرشبکهٔ تلویزیون کابلی از مرحلهٔ انتقال ماهواره‌ای به‌طور کلی صرف نظر می‌شد. برای اینکه سیگنال به درستی کار کند، باید بدون نویز می‌بود تا از وقفه در بارگیری جلوگیری شود. برای اطمینان از عدم وجود مشکل، ارائه‌دهندگان سرویس کابلی مجبور بودند سیگنال پخش خود را «تمیز» کنند.

## بازی‌ها

سرباز بیگانه، بازی‌ای که اگرچه در آمریکای شمالی در قالب کارتریج موجود نبود، اما در سگا چنل در آن منطقه در دسترس بود.

سرویس سگا چنل میزبان حداکثر ۵۰ بازی جنسیس در هر زمان بود. عناوین در دسترس در هر ماه تغییر می‌کردند؛ با این حال، برخی از به‌روزرسانی‌ها به صورت هفتگی اتفاق می‌افتاد. در سال ۱۹۹۷، سگا تعداد بازی‌های میزبانی‌شده به‌صورت هم‌زمان را به ۷۰ عنوان و بسامد به‌روزرسانی‌ها را به دو هفته یکبار تغییر داد. بازی‌های این سرویس شامل عناوینی مانند سونیک و ناکلز، قهرمانان ابدی و غارتگر فضایی ۲ می‌شد که توسط سگا توسعه یافته بودند؛ علاوه بر این، عناوین توسعه‌یافته توسط دارندگان مجوز سگا، مانند بابزی ۲ و علاءالدین نیز در دسترس بودند. برخی از این بازی‌ها مانند ابرمبارز خیابانی ۲ در مقایسه با نسخهٔ کارتریجی خود محتوای کمتری داشتند تا بتوانند با حافظهٔ مبدل سازگار شوند. سگا چنل همچنین میزبان بازی‌هایی در برخی از مناطقی بود که نسخهٔ کارتریج نداشتند. از جملهٔ این بازی‌ها می‌توان به پالس‌من، مگا من: جنگ‌های فریبنده، و سرباز بیگانه اشاره کرد که در آمریکای شمالی در این سرویس میزبانی می‌شدند. این سرویس همچنین دموی بازی‌های آینده مانند خشم کهنه را ارائه می‌داد. اگرچه بازی‌ها و دموها به‌طور منظم تغییر می‌کردند، اما دسته‌بندی‌هایی که بازی‌ها در آن‌ها قرار می‌گرفتند ثابت ماندند و تغییری نکردند. با در نظر داشتن کنترل‌های والدین، همهٔ بازی‌های این سرویس رتبه‌بندی متناسب خود را از شورای رتبه‌بندی بازی‌های ویدئویی دریافت کردند. این سرویس همچنین حاوی یک سیستم قفل بود که به والدین اجازه می‌داد برای دسترسی به محتوای دارای رتبه‌بندی بزرگسالان، یک رمز عبور تنظیم کنند.
علاوه بر بازی‌ها و دموها، سگا چنل قابلیت‌های دیگری نیز داشت. کدهای تقلب و همچنین نکات بازی‌ها مستقیماً از شبکه قابل دسترسی بودند. این سرویس همچنین میزبان مسابقاتی مانند تبلیغ با تریپل پلی ۹۶ الکترونیک آرتس و رویدادی در سال ۱۹۹۵ که در آن به بازیکنانی که خشم کهنه را در یک دورهٔ کوتاه ۲۴ ساعته همزمان با در دسترس بودن نسخهٔ کامل بازی، به پایان می‌رساندند، یک شمارهٔ تلفن برای تماس داده می‌شد و آن‌ها را واجد شرایط کسب جایزه می‌کرد.

## بازخوردها و میراث
سگا چنل در طول عمر خود یکی از جایزه‌های «بهترین چیزهای جدید» را در سال ۱۹۹۴ از پاپیولار ساینس دریافت کرد. به همین ترتیب، یک نظرسنجی انجام‌شده در اوت ۱۹۹۵ توسط اسپورتس ایلاستریتد نشان داد که احتمال خرید اشتراک سگا چنل از سوی کودکان بین ۹ تا ۱۳ سال پنج برابر بیشتر از احتمال خرید سگا ساترن، نینتندو ۶۴ یا پلی‌استیشن در راه بازار بوده‌است. این سرویس بعداً تا ۲۵۰٬۰۰۰ مشترک نیز کسب کرد. با این حال، سگا پیش‌بینی کرده بود که سگا چنل تا پایان سال اول فعالیت خود بیش از یک میلیون مشترک داشته باشد و این سرویس را برای بیش از ۲۰ میلیون خانوار در دسترس قرار داده بود.
بازخوردهای گذشته‌نگر پیرامون سگا چنل، نوآوری و نقش آن در توسعهٔ بازی‌های آنلاین را ستایش می‌کنند، اما از هزینه‌های بالای اشتراک و زمان ورود آن به بازار انتقاد می‌کنند. آدام ردسل، نویسندهٔ آی‌جی‌ان اشاره کرده‌است که چگونه سگا چنل باعث شد بسیاری از شرکت‌های کابلی سیگنال‌های پخش خود را پاکسازی کنند و با ذکر این که «... این واقعیت که شما در حال حاضر از اینترنت پهن‌باند لذت می‌برید، می‌تواند به لطف سگا باشد»، به نقش این سرویس در توسعهٔ اینترنت پرسرعت نیز اشاره کرده‌است. لوی بوکانن که او نیز برای آی‌جی‌ان می‌نویسد، به سگا چنل به‌همراه نقش آن در توسعهٔ بازی‌های مدرن و خدمات ارائهٔ محتوا، مانند ایکس‌باکس لایو آرکید و پلی‌استیشن نتورک اشاره کرده و گفته‌است: «سگا و کل صنعت درس‌های مهمی از سگا چنل آموختند. همان‌طور که از سرویس سگانت دریم‌کست مشخص است، سگا همچنان به ایدهٔ دانلود و [بازی] آنلاین متعهد بوده‌است… همچنین می‌توانید دی‌ان‌ای سرویس‌های اولیه مانند سگا چنل را در پورتال‌های مدرن مانند ایکس‌بی‌ال‌ای و پی‌اس‌ان مشاهده کنید که دموها در حال حاضر جزئی اصلی از آن‌ها هستند.» کارکنان یوگو نتورکز نیز از سگا چنل با عنوان گامی مهم در توسعهٔ هر دو سرویس مذکور یاد می‌کنند.
کن هوروویتز از سگا-۱۶ از زمان‌بندی ضعیف سگا برای راه‌اندازی سگا چنل و نیز قیمت بالای اشتراک آن انتقاد کرده‌است. به گفتهٔ هوروویتز، «چه کسی ۱۳ دلار در ماه برای بازی کردن یک سیستم در حال مرگ خرج می‌کند؟ این اشتباه هولناک (یکی از اشتباهات متعدد سگا اینترپرایز) باعث شد که خرده‌فروشان موجودی سیستم‌های خود را کنار بگذارند و بدین ترتیب سرنوشت سگا چنل را یک‌بار برای همیشه رقم بزنند.» بوکانن نیز همین احساسات را تکرار می‌کند و می‌گوید: «شاید اگر سگا چنل زودتر در چرخهٔ عمر کنسول منتشر می‌شد—جنسیس که در سال ۱۹۸۹ در آمریکا عرضه شد—احتمالاً اوضاع به گونه‌ای دیگر رقم می‌خورد. از این گذشته، این سرویس به دلیل پیشرفت در زمینهٔ بازی و فناوری مورد توجه قرار گرفت.» یوگو نیز به پتانسیل‌هایی اشاره می‌کند که سگا چنل می‌توانست با صرف زمان بیشتر در توسعه در زمینهٔ بازی‌های چندنفرهٔ رقابتی داشته باشد، و بیان می‌کند: «اگر سگا چنل کمی زودتر در طول عمر جنسیس عرضه شده بود، در معرض دید بسیار بیشتری قرار می‌گرفت و شاید بازی آنلاین برای بازی‌هایی که می‌توانستند مستقیماً برای این سرویس توسعه داده شوند، امکان‌پذیر می‌بود.»